# Qohaito
Qohaito (en tigriña: ቆሓይቶ) fue una importante ciudad antigua en lo que ahora es la región del Sur en Eritrea. Fue un asentamiento que prosperó durante el período axumita como ubicación independiente. La ciudad estaba situada a más de 2.500 metros sobre el nivel del mar, en una alta meseta al borde del Gran Valle del Rift. La antigua ciudad portuaria de Adulis está directamente al este, mientras que Matara se encuentra al sur.
La extensión de la meseta de Qohaito que cubre un área de 32 kilómetros cuadrados esparcidos por todas partes con los restos bien conservados de una compleja sociedad extinta es única, lo que la convierte en uno de los paisajes arqueológicos más extensos del África subsahariana.

## Ubicación
Qohaito está situada entre Wadi-Haddas y Wadi-Komaile. En esta área, la alta cordillera da paso a una meseta plana, que se extiende unos 16 km en dirección sur-norte y varía entre 4 km y 400 metros en la dirección más corta de este a oeste. La superficie total es de 32 km cuadrados y el perímetro de la escarpa alcanza unos 84 km. El entorno físico tiene atributos impresionantes con escarpados acantilados rocosos en todos los lados de la meseta y amplias vistas a las altas cadenas montañosas que culminan en Soira, la montaña más alta de Eritrea, que alcanza una altura de 3.018 m sobre el nivel del mar. En un día claro, el Mar Rojo se puede ver desde la elevada altura de Qohaito.

## Historia
El arte rupestre cerca de Qohaito parece indicar que la zona fue habitada desde el quinto milenio a. C., mientras que se sabe que la ciudad sobrevivió hasta el siglo VI d. C. El monte Soira, la montaña más alta de Eritrea, se encuentra cerca del sitio, al igual que un pequeño pueblo posteriormente fundado. A menudo se identifica a Qohaito con la ciudad de Koloe descrita en el Periplo del Mar Eritreo, un documento grecorromano que data de finales del siglo I d. C.

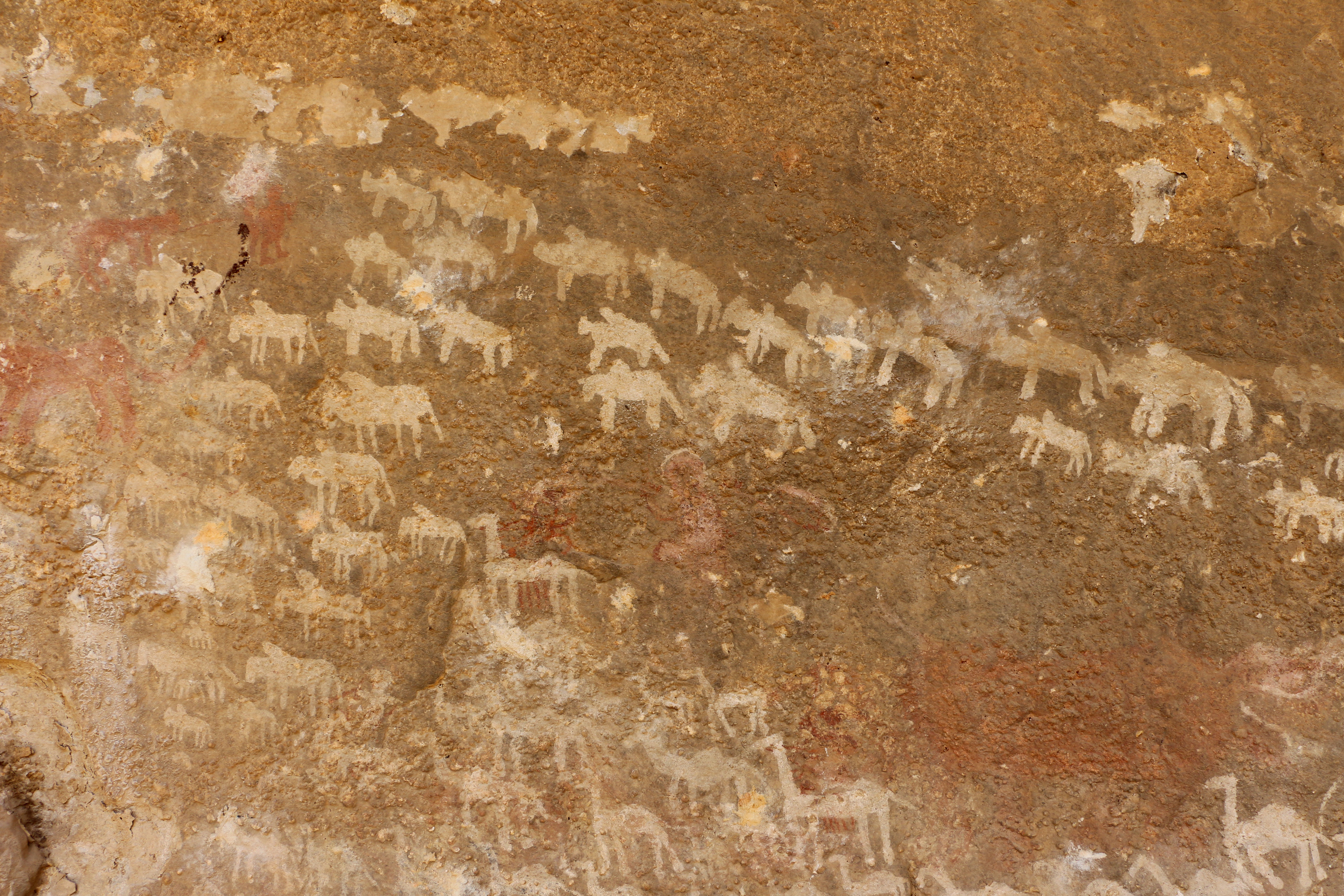
Arte rupestre en la cueva de Adi Alauti

El antiguo paisaje cultural de Qohaito se caracteriza por una alta densidad de sitios arqueológicos que datan de alrededor del año 700 a. C., y la mayoría de los sitios arqueológicos están relacionados con un asentamiento temprano y extendido en la meseta durante los siglos II al VII d. C., simultáneamente con el surgimiento del Reino de Axum. Qohaito fue una ciudad-jardín urbana rodeada de muchos pueblos y aldeas, y prosperó como parada en la ruta comercial entre las ciudades de Adulis y Axum. Como parte de una civilización regional dominante que se expandió desde el actual Sudán hasta la parte sur de la Península Arábiga, los antiguos habitantes de Qohaito se beneficiaron de extensas redes comerciales locales, así como de relaciones exteriores con los imperios romano y bizantino. 

Arte rupestre de Dera en Eritrea

Se cree que en la ciudad había cultivos intercalados con edificios. Entre estos edificios antiguos se encontraban el templo precristiano de Mariam Wakino y la presa de Sahira, que también podría ser preaxumita.

El área parece haber sido abandonada alrededor del año 900 d. C. y posteriormente quedó en relativo aislamiento durante siglos, hasta que viajeros extranjeros oyeron hablar de este lugar a mediados del siglo XIX y lo dieron a conocer al mundo exterior a través de sus relatos de viajes sobre enigmáticos monumentos y sitios arqueológicos de la meseta. Las ruinas de Qohaito fueron localizadas por primera vez en 1868. Sin embargo, en su momento se les identificó erróneamente como un depósito griego. Un sitio relacionado fuera de Senafe, Matara, se encuentra a unos 15 kilómetros al sur y fue excavado en la década de 1960.

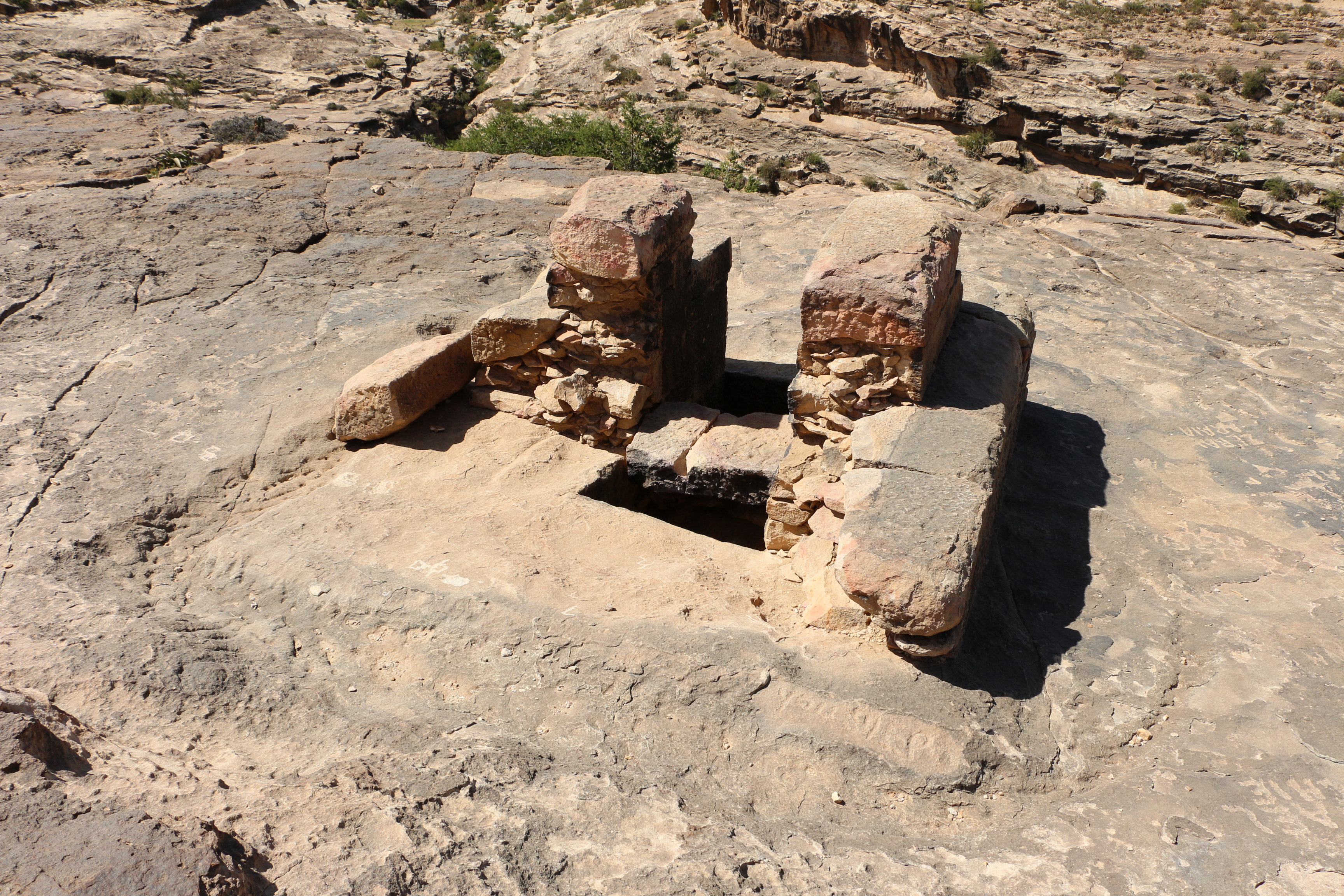
Entrada a una tumba en la meseta de Qohaito (1965).

El pueblo saho ha ocupado la meseta en Qohaito durante siglos como pastores y agricultores que explotan los escasos recursos para sustentar su sustento en la meseta, que es marginal para la existencia humana. Los campos se utilizan para el pastoreo del ganado de las tierras altas durante la temporada de lluvias y en los meses siguientes hasta que la hierba se ha comido. La mayor parte del ganado se lleva entonces a las tierras bajas para beneficiarse de la lluvia de invierno a principios de diciembre, solo para regresar a la meseta cuando comienzan las lluvias de verano en junio y debe tener lugar la siembra de los campos.

## Conservación
El sitio fue incluido por el Ministerio de Educación de Eritrea en la lista indicativa del Patrimonio de la Humanidad en 2011 como paisaje cultural, argumentado en el hecho de que las condiciones y propiedades especiales de Qohaito brindan posibilidades únicas para estudios integrales de la condición cultural y socioeconómica de la antigua sociedad extinta y su interrelación con el entorno natural. Solo muy pocos sitios arqueológicos en el mundo tienen un potencial similar para reconstruir la interrelación entre los asentamientos agrícolas antiguos y el sistema de uso de la tierra relacionado dentro de un área bien definida.